# Jérôme Couture
Jérôme Couture  (Jay Kutcher) est un auteur-compositeur-interprète né le 13 août 1984 à Jonquière, au Canada.

## Biographie
En 2002, il s'inscrit au concours de la 11e édition du Festival de la chanson de Saint-Ambroise dont il remporte le prix dans la catégorie « Interprète, 18 ans et plus ». Ensuite, en 2006, il gagne dans la même catégorie, le concours de chant du Cabaret de la relève Desjardins[réf. nécessaire].
Il entreprend ses études dans le programme musique au Collège d'Alma dont il obtient son diplôme d'études collégiales. Il poursuit ses études à l'Université Laval dans le programme musique, majeure en interprétation jazz et mineure en musique populaire.
Après avoir participé à l'émission La Voix diffusée à TVA et avec la collaboration de son coach Marc Dupré, il sort un premier album éponyme en 2014. Son extrait Comme on attend le printemps issu de cet album atteint le n° 1 du Palmarès BDS[réf. nécessaire].
En 2015, il se mérite le prix[style à revoir] pour la chanson populaire de la SOCAN avec sa chanson Goodbye Girl.
Son deuxième album intitulé Gagner sa place (2016) inclut la chanson My Sweetest Thing.
Il sort en 2018 son troisième album nommé Mon paradis.
En 2023, il décide de faire un virage musical vers le style country. Il change alors de nom d’artiste pour Jay Kutcher afin de percer dans cet univers musical.